# Sinotrans

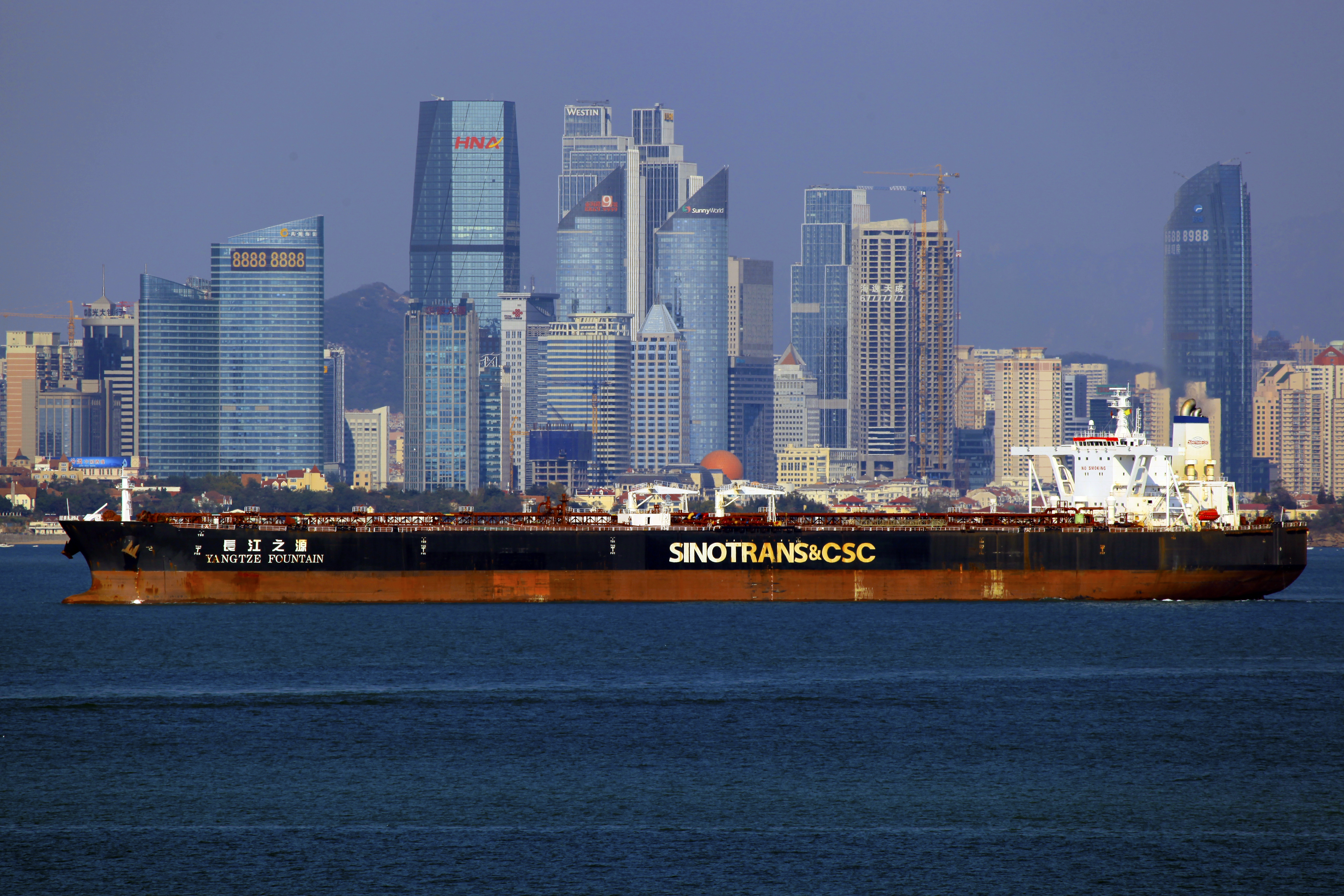
Schiff von Sinotrans&CSC

Sinotrans ist das größte chinesische Logistikunternehmen. Bis 2009 war es als China National Foreign Trade Transportation Corporation bekannt.
Sinotrans besteht aus drei Tochtergesellschaften, die alle an der Börse notiert sind: Sinotrans Air Transportation Development (gegründet 1999), Sinotrans Limited (gegründet 2002) und Sinotrans Shipping (gegründet 2003).
Zusammen mit DHL betreibt Sinotrans seit 1986 die Joint Venture DHL-Sinotrans.
2009 fusionierte Sinotrans mit der Changjiang National Shipping Group (CSC) zur Sinotrans&CSC Group.